# Mistrzostwa Świata w Piłce Siatkowej Mężczyzn 1986
Mistrzostwa Świata w Piłce Siatkowej Mężczyzn 1986 odbyły się w Paryżu (Francja). Trwały od 25 września do 5 października 1986 roku.

## Drużyny uczestniczące
| Grupa A                        | Grupa B                          | Grupa C                                | Grupa D                                    |
| ------------------------------ | -------------------------------- | -------------------------------------- | ------------------------------------------ |
| Chiny Francja Włochy Wenezuela | Kuba Chińskie Tajpej Polska ZSRR | Brazylia Bułgaria Czechosłowacja Egipt | Argentyna Grecja Japonia Stany Zjednoczone |

## Pierwsza faza grupowa

### Grupa A
Montpellier
Wyniki
| Data  | Drużyna 1 | Wynik | Drużyna 2 | 1     | 2     | 3     | 4 | 5 | * |
| ----- | --------- | ----- | --------- | ----- | ----- | ----- | - | - | - |
| 24.09 | Francja   | 3:0   | Wenezuela | 15:2  | 15:4  | 15:3  |   |   |   |
| 24.09 | Włochy    | 3:0   | Chiny     | 15:1  | 15:10 | 15:10 |   |   |   |
| 25.09 | Włochy    | 3:0   | Wenezuela | 15:10 | 15:2  | 15:10 |   |   |   |
| 25.09 | Francja   | 3:0   | Chiny     | 15:6  | 15:6  | 15:5  |   |   |   |
| 26.09 | Chiny     | 3:0   | Wenezuela | 15:4  | 15:12 | 15:7  |   |   |   |
| 26.09 | Francja   | 3:0   | Włochy    | 16:14 | 15:7  | 15:7  |   |   |   |

Tabela
| Lp. | Drużyna   | Pkt | Mecze | Mecze | Mecze | Sety | Sety | Sety  |
| Lp. | Drużyna   | Pkt | M     | W     | P     | wyg. | prz. | ratio |
| --- | --------- | --- | ----- | ----- | ----- | ---- | ---- | ----- |
| 1   | Francja   | 6   | 3     | 3     | 0     | 9    | 0    | MAX   |
| 2   | Włochy    | 5   | 3     | 2     | 1     | 6    | 3    | 2.000 |
| 3   | Chiny     | 4   | 3     | 1     | 2     | 3    | 6    | 0.500 |
| 4   | Wenezuela | 3   | 3     | 0     | 3     | 0    | 9    | 0.000 |

Źródło: the-sports.org
Punktacja: zwycięstwo – 2 pkt; porażka – 1 pkt
     awans do drugiej fazy grupowej

### Grupa B
Tourcoing
Wyniki
| Data  | Drużyna 1 | Wynik | Drużyna 2       | 1     | 2     | 3     | 4    | 5 | * |
| ----- | --------- | ----- | --------------- | ----- | ----- | ----- | ---- | - | - |
| 24.09 | ZSRR      | 3:0   | Chińskie Tajpej | 15:2  | 15:4  | 15:6  |      |   |   |
| 24.09 | Kuba      | 3:1   | Polska          | 15:5  | 17:15 | 11:15 | 15:4 |   |   |
| 25.09 | Kuba      | 3:0   | Chińskie Tajpej | 15:7  | 15:2  | 15:9  |      |   |   |
| 25.09 | ZSRR      | 3:0   | Polska          | 15:7  | 15:2  | 15:4  |      |   |   |
| 26.09 | Polska    | 3:0   | Chińskie Tajpej | 15:11 | 15:4  | 15:11 |      |   |   |
| 26.09 | ZSRR      | 3:1   | Kuba            | 15:7  | 15:12 | 9:15  | 15:9 |   |   |

Tabela
| Lp. | Drużyna         | Pkt | Mecze | Mecze | Mecze | Sety | Sety | Sety  |
| Lp. | Drużyna         | Pkt | M     | W     | P     | wyg. | prz. | ratio |
| --- | --------------- | --- | ----- | ----- | ----- | ---- | ---- | ----- |
| 1   | ZSRR            | 6   | 3     | 3     | 0     | 9    | 1    | 9.000 |
| 2   | Kuba            | 5   | 3     | 2     | 1     | 7    | 4    | 1.750 |
| 3   | Polska          | 4   | 3     | 1     | 2     | 4    | 6    | 0.667 |
| 4   | Chińskie Tajpej | 3   | 3     | 0     | 3     | 0    | 9    | 0.000 |

Źródło: the-sports.org
Punktacja: zwycięstwo – 2 pkt; porażka – 1 pkt
     awans do drugiej fazy grupowej

### Grupa C
Clermont-Ferrand
Wyniki
| Data  | Drużyna 1      | Wynik | Drużyna 2      | 1     | 2     | 3     | 4    | 5 | * |
| ----- | -------------- | ----- | -------------- | ----- | ----- | ----- | ---- | - | - |
| 24.09 | Brazylia       | 3:0   | Egipt          | 15:6  | 15:8  | 15:3  |      |   |   |
| 24.09 | Bułgaria       | 3:0   | Czechosłowacja | 15:12 | 17:15 | 15:11 |      |   |   |
| 25.09 | Czechosłowacja | 3:0   | Egipt          | 15:5  | 15:10 | 15:7  |      |   |   |
| 25.09 | Brazylia       | 3:1   | Bułgaria       | 16:14 | 11:15 | 15:6  | 15:4 |   |   |
| 26.09 | Bułgaria       | 3:0   | Egipt          | 15:5  | 15:11 | 15:7  |      |   |   |
| 26.09 | Brazylia       | 3:0   | Czechosłowacja | 15:12 | 16:14 | 15:5  |      |   |   |

Tabela
| Lp. | Drużyna        | Pkt | Mecze | Mecze | Mecze | Sety | Sety | Sety  |
| Lp. | Drużyna        | Pkt | M     | W     | P     | wyg. | prz. | ratio |
| --- | -------------- | --- | ----- | ----- | ----- | ---- | ---- | ----- |
| 1   | Brazylia       | 6   | 3     | 3     | 0     | 9    | 1    | 9.000 |
| 2   | Bułgaria       | 5   | 3     | 2     | 1     | 7    | 3    | 2.333 |
| 3   | Czechosłowacja | 4   | 3     | 1     | 2     | 3    | 6    | 0.500 |
| 4   | Egipt          | 3   | 3     | 0     | 3     | 0    | 9    | 0.000 |

Źródło: the-sports.org
Punktacja: zwycięstwo – 2 pkt; porażka – 1 pkt
     awans do drugiej fazy grupowej

### Grupa D
Orlean
Wyniki
| Data  | Drużyna 1         | Wynik | Drużyna 2 | 1     | 2     | 3     | 4    | 5 | * |
| ----- | ----------------- | ----- | --------- | ----- | ----- | ----- | ---- | - | - |
| 24.09 | Argentyna         | 3:0   | Grecja    | 15:6  | 15:3  | 15:6  |      |   |   |
| 24.09 | Stany Zjednoczone | 3:1   | Japonia   | 9:15  | 15:8  | 17:15 | 15:6 |   |   |
| 25.09 | Argentyna         | 3:0   | Japonia   | 15:8  | 15:13 | 15:4  |      |   |   |
| 25.09 | Stany Zjednoczone | 3:0   | Grecja    | 15:6  | 15:7  | 15:4  |      |   |   |
| 26.09 | Japonia           | 3:0   | Grecja    | 15:8  | 15:3  | 15:6  |      |   |   |
| 26.09 | Stany Zjednoczone | 3:0   | Argentyna | 15:10 | 15:7  | 15:10 |      |   |   |

Tabela
| Lp. | Drużyna           | Pkt | Mecze | Mecze | Mecze | Sety | Sety | Sety  |
| Lp. | Drużyna           | Pkt | M     | W     | P     | wyg. | prz. | ratio |
| --- | ----------------- | --- | ----- | ----- | ----- | ---- | ---- | ----- |
| 1   | Stany Zjednoczone | 6   | 3     | 3     | 0     | 9    | 1    | 9.000 |
| 2   | Argentyna         | 5   | 3     | 2     | 1     | 6    | 3    | 2.000 |
| 3   | Japonia           | 4   | 3     | 1     | 2     | 4    | 6    | 0.667 |
| 4   | Grecja            | 3   | 3     | 0     | 3     | 0    | 9    | 0.000 |

Źródło: the-sports.org
Punktacja: zwycięstwo – 2 pkt; porażka – 1 pkt
     awans do drugiej fazy grupowej

## Druga faza grupowa

### Grupa E
Tuluza
Wyniki
| Data  | Drużyna 1      | Wynik | Drużyna 2      | 1     | 2     | 3     | 4    | 5 | * |
| ----- | -------------- | ----- | -------------- | ----- | ----- | ----- | ---- | - | - |
| 29.09 | Brazylia       | 3:1   | Chiny          | 12:15 | 15:6  | 15:7  | 15:4 |   |   |
| 29.09 | Bułgaria       | 3:0   | Włochy         | 15:4  | 15:10 | 15:12 |      |   |   |
| 29.09 | Francja        | 3:0   | Czechosłowacja | 15:10 | 15:13 | 15:6  |      |   |   |
| 30.09 | Czechosłowacja | 3:0   | Chiny          | 15:9  | 15:10 | 17:15 |      |   |   |
| 30.09 | Brazylia       | 3:0   | Włochy         | 15:6  | 15:13 | 15:10 |      |   |   |
| 30.09 | Bułgaria       | 3:1   | Francja        | 15:9  | 11:15 | 15:12 | 15:9 |   |   |
| 01.10 | Czechosłowacja | 3:0   | Włochy         | 15:8  | 15:8  | 15:4  |      |   |   |
| 01.10 | Bułgaria       | 3:0   | Chiny          | 15:8  | 15:3  | 15:11 |      |   |   |
| 01.10 | Brazylia       | 3:1   | Francja        | 15:13 | 6:15  | 20:18 | 15:6 |   |   |

Tabela
| Lp. | Drużyna        | Pkt | Mecze | Mecze | Mecze | Sety | Sety | Sety  |
| Lp. | Drużyna        | Pkt | M     | W     | P     | wyg. | prz. | ratio |
| --- | -------------- | --- | ----- | ----- | ----- | ---- | ---- | ----- |
| 1   | Brazylia       | 10  | 5     | 5     | 0     | 15   | 3    | 5.000 |
| 2   | Bułgaria       | 9   | 5     | 4     | 1     | 13   | 4    | 3.250 |
| 3   | Francja        | 8   | 5     | 3     | 2     | 11   | 6    | 1.833 |
| 4   | Czechosłowacja | 7   | 5     | 2     | 3     | 6    | 9    | 0.667 |
| 5   | Włochy         | 6   | 5     | 1     | 4     | 3    | 12   | 0.250 |
| 6   | Chiny          | 5   | 5     | 0     | 5     | 1    | 15   | 0.067 |

Źródło: the-sports.org
Punktacja: zwycięstwo – 2 pkt; porażka – 1 pkt
     awans do grupy finałowej

### Grupa F
Nantes
Wyniki
| Data  | Drużyna 1         | Wynik | Drużyna 2         | 1     | 2     | 3     | 4     | 5     | * |
| ----- | ----------------- | ----- | ----------------- | ----- | ----- | ----- | ----- | ----- | - |
| 29.09 | ZSRR              | 3:0   | Japonia           | 16:14 | 15:5  | 15:10 |       |       |   |
| 29.09 | Stany Zjednoczone | 3:0   | Polska            | 15:12 | 15:13 | 15:11 |       |       |   |
| 29.09 | Kuba              | 3:2   | Argentyna         | 15:17 | 15:4  | 15:12 | 7:15  | 15:13 |   |
| 30.09 | Polska            | 3:0   | Japonia           | 15:7  | 15:10 | 15:2  |       |       |   |
| 30.09 | Stany Zjednoczone | 3:1   | Kuba              | 15:7  | 16:18 | 15:5  | 15:7  |       |   |
| 30.09 | ZSRR              | 3:0   | Argentyna         | 15:11 | 15:10 | 15:9  |       |       |   |
| 01.10 | Argentyna         | 3:2   | Polska            | 15:7  | 10:15 | 6:15  | 15:4  | 15:8  |   |
| 01.10 | Kuba              | 3:1   | Japonia           | 11:15 | 15:12 | 15:10 | 19:17 |       |   |
| 01.10 | ZSRR              | 3:1   | Stany Zjednoczone | 15:10 | 15:9  | 9:15  | 15:12 |       |   |

Tabela
| Lp. | Drużyna           | Pkt | Mecze | Mecze | Mecze | Sety | Sety | Sety  |
| Lp. | Drużyna           | Pkt | M     | W     | P     | wyg. | prz. | ratio |
| --- | ----------------- | --- | ----- | ----- | ----- | ---- | ---- | ----- |
| 1   | ZSRR              | 10  | 5     | 5     | 0     | 15   | 2    | 7.500 |
| 2   | Stany Zjednoczone | 9   | 5     | 4     | 1     | 13   | 5    | 2.600 |
| 3   | Kuba              | 8   | 5     | 3     | 2     | 11   | 10   | 1.100 |
| 4   | Argentyna         | 7   | 5     | 2     | 3     | 8    | 11   | 0.727 |
| 5   | Polska            | 6   | 5     | 1     | 4     | 6    | 12   | 0.500 |
| 6   | Japonia           | 5   | 5     | 0     | 5     | 2    | 15   | 0.133 |

Źródło: the-sports.org
Punktacja: zwycięstwo – 2 pkt; porażka – 1 pkt
     awans do grupy finałowej

### Mecze o miejsca 13-16.
Évreux
Wyniki
| Data  | Drużyna 1       | Wynik | Drużyna 2       | 1     | 2     | 3     | 4     | 5     | * |
| ----- | --------------- | ----- | --------------- | ----- | ----- | ----- | ----- | ----- | - |
| 29.09 | Grecja          | 3:0   | Chińskie Tajpej | 15:10 | 15:11 | 15:12 |       |       |   |
| 29.09 | Wenezuela       | 3:2   | Egipt           | 15:11 | 6:15  | 15:11 | 17:19 | 15:7  |   |
| 30.09 | Chińskie Tajpej | 3:1   | Wenezuela       | 15:5  | 12:15 | 15:10 | 15:3  |       |   |
| 30.09 | Grecja          | 3:2   | Egipt           | 11:15 | 15:8  | 12:15 | 15:13 | 15:12 |   |
| 01.10 | Egipt           | 3:1   | Chińskie Tajpej | 9:15  | 17:15 | 15:6  | 15:2  |       |   |
| 01.10 | Grecja          | 3:0   | Wenezuela       | 15:3  | 15:8  | 16:14 |       |       |   |

Tabela
| Lp. | Drużyna         | Pkt | Mecze | Mecze | Mecze | Sety | Sety | Sety  |
| Lp. | Drużyna         | Pkt | M     | W     | P     | wyg. | prz. | ratio |
| --- | --------------- | --- | ----- | ----- | ----- | ---- | ---- | ----- |
| 1   | Grecja          | 6   | 3     | 3     | 0     | 9    | 2    | 4.500 |
| 2   | Egipt           | 4   | 3     | 1     | 2     | 7    | 7    | 1.000 |
| 3   | Chińskie Tajpej | 4   | 3     | 1     | 2     | 4    | 7    | 0.571 |
| 4   | Wenezuela       | 3   | 2     | 1     | 1     | 4    | 8    | 0.500 |

Źródło: the-sports.org
Punktacja: zwycięstwo – 2 pkt; porażka – 1 pkt

## Faza finałowa
Paryż

### Mecze o miejsca 9-12.
| Data  | Drużyna 1 | Wynik | Drużyna 2 | 1     | 2     | 3     | 4    | 5     | * |
| ----- | --------- | ----- | --------- | ----- | ----- | ----- | ---- | ----- | - |
| 04.10 | Włochy    | 2:3   | Japonia   | 15:13 | 15:11 | 11:15 | 9:15 | 10:15 |   |
| 04.10 | Polska    | 3:0   | Chiny     | 15:11 | 15:10 | 15:3  |      |       |   |

Mecz o 9. miejsce
| Data  | Drużyna 1 | Wynik | Drużyna 2 | 1     | 2     | 3    | 4 | 5 | * |
| ----- | --------- | ----- | --------- | ----- | ----- | ---- | - | - | - |
| 05.10 | Japonia   | 0:3   | Polska    | 11:15 | 12:15 | 8:15 |   |   |   |

Mecz o 11. miejsce
| Data  | Drużyna 1 | Wynik | Drużyna 2 | 1    | 2    | 3     | 4 | 5 | * |
| ----- | --------- | ----- | --------- | ---- | ---- | ----- | - | - | - |
| 05.10 | Włochy    | 3:0   | Chiny     | 15:7 | 15:8 | 15:13 |   |   |   |

### Mecze o miejsca 5-8.
| Data  | Drużyna 1 | Wynik | Drużyna 2      | 1     | 2     | 3     | 4     | 5 | * |
| ----- | --------- | ----- | -------------- | ----- | ----- | ----- | ----- | - | - |
| 04.10 | Francja   | 3:1   | Argentyna      | 15:12 | 15:10 | 10:15 | 15:13 |   |   |
| 04.10 | Kuba      | 3:1   | Czechosłowacja | 17:15 | 15:7  | 14:16 | 15:8  |   |   |

Mecz o 5. miejsce
| Data  | Drużyna 1 | Wynik | Drużyna 2 | 1     | 2    | 3     | 4     | 5 | * |
| ----- | --------- | ----- | --------- | ----- | ---- | ----- | ----- | - | - |
| 05.10 | Francja   | 1:3   | Kuba      | 10:15 | 15:6 | 12:15 | 12:15 |   |   |

Mecz o 7. miejsce
| Data  | Drużyna 1 | Wynik | Drużyna 2      | 1     | 2     | 3    | 4 | 5 | * |
| ----- | --------- | ----- | -------------- | ----- | ----- | ---- | - | - | - |
| 05.10 | Argentyna | 3:0   | Czechosłowacja | 15:11 | 15:10 | 15:6 |   |   |   |

### Mecze o miejsca 1-4.

#### Półfinał
| Data  | Drużyna 1 | Wynik | Drużyna 2         | 1    | 2    | 3     | 4 | 5 | * |
| ----- | --------- | ----- | ----------------- | ---- | ---- | ----- | - | - | - |
| 04.10 | Brazylia  | 0:3   | Stany Zjednoczone | 5:15 | 9:15 | 3:15  |   |   |   |
| 04.10 | ZSRR      | 3:0   | Bułgaria          | 15:8 | 15:2 | 15:13 |   |   |   |

#### Mecz o 3. miejsce
| Data  | Drużyna 1 | Wynik | Drużyna 2 | 1     | 2    | 3    | 4 | 5 | * |
| ----- | --------- | ----- | --------- | ----- | ---- | ---- | - | - | - |
| 05.10 | Brazylia  | 0:3   | Bułgaria  | 14:16 | 5:15 | 8:15 |   |   |   |

#### Finał
| Data  | Drużyna 1         | Wynik | Drużyna 2 | 1     | 2     | 3    | 4     | 5 | * |
| ----- | ----------------- | ----- | --------- | ----- | ----- | ---- | ----- | - | - |
| 05.10 | Stany Zjednoczone | 3:1   | ZSRR      | 12:15 | 15:11 | 15:8 | 15:12 |   |   |

## Klasyfikacja końcowa
| Miejsce | Reprezentacja     |
| ------- | ----------------- |
| złoto   | Stany Zjednoczone |
| srebro  | ZSRR              |
| brąz    | Bułgaria          |
| 4.      | Brazylia          |
| 5.      | Kuba              |
| 6.      | Francja           |
| 7.      | Argentyna         |
| 8.      | Czechosłowacja    |
| 9.      | Polska            |
| 10.     | Japonia           |
| 11.     | Włochy            |
| 12.     | Chiny             |
| 13.     | Grecja            |
| 14.     | Egipt             |
| 15.     | Chińskie Tajpej   |
| 16.     | Wenezuela         |